# Цвіла Ірина Володимирівна
Ірина Володимирівна Цвіла (псевдо — Лінза; 29 квітня 1969, Київщина — 25 лютого 2022, бої за Київ) — вчитель, громадська активістка, фотохудожниця, солдат батальйону «Січ», учасник російсько-української війни, яка загинула під час російського вторгнення в Україну. учасниця російсько-української війни та боїв за Київ.

## Життєпис
Народилася 29 квітня 1969 року на Київщині.
Після отримання педагогічної освіти, до 2006 року працювала в Київській міжнародній школі «Меридіан».
До участі в подіях на Майдані та в АТО була дизайнеркою ландшафтів, спеціалізуючись на створенні трояндових садів і оранжерей. 
У 2014 році пішла добровольцем в батальйон «Січ». Балотувалася до київської міської ради на виборах 2015 року від ВО «Свобода», була закріплена за округом №74 (Печерський район). За неї проголосувало 383 виборця або ж 5,7%. Учасниця російсько-української війни та боїв за Київ.
В 2018 році створила бренд VERBA.
Загинула 25 лютого 2022 року, в ході відбиття танкової атаки ворога при обороні міста-героя України Ірпеня в Бучанському районі Київської області.

## Творчість
Під час Революції гідності та війни займалася фотографією. Персональна виставка у селі Святопетрівському (2017).

## Нагороди
- орден «За мужність» III ступеня (6 жовтня 2022, посмертно) — за особисту мужність і самовіддані дії, виявлені у захисті державного суверенітету та територіальної цілісності України, вірність військовій присязі[6].

## Вшанування пам'яті
6 травня 2022 року, на честь Ірини, була перейменована вулиця Олександра Блока у місті Броварах на Київщині.